# باب مارع
باب مارع (به عربی: باب مری) یک منطقهٔ مسکونی در لبنان است که در استان بقاع واقع شده‌است. باب مارع ۱٬۰۱۰ متر بالاتر از سطح دریا واقع شده‌است.